# Voetbalelftal van Gemenebest van Onafhankelijke Staten (vrouwen)
Het vrouwenvoetbalelftal van het Gemenebest van Onafhankelijke Staten was een voetbalteam dat het Gemenebest van Onafhankelijke Staten vertegenwoordigde in internationale wedstrijden, zoals het Europees kampioenschap.
Het vrouwenvoetbalteam van het Gemenebest van Onafhankelijke Staten ontstond begin 1992, na het uiteenvallen van de Sovjet-Unie. Het is dan ook de opvolger van het vrouwenvoetbalelftal van de Sovjet-Unie. Op 11 januari 1992 werd de Unie van Voetbalbonden van het GOS opgericht. Twee dagen later werd deze bond door de FIFA erkend. De vertegenwoordigde leden waren de voetbalbonden van Azerbeidzjan, Kazachstan, Kirgizië, Oezbekistan, Rusland, Tadzjikistan, Turkmenistan, Wit-Rusland en (alhoewel destijds geen lid van het GOS) Georgië. Armenië, Moldavië en Oekraïne traden niet toe. Estland, Letland en Litouwen waren geen lid van het GOS en hadden al eerder een eigen nationaal elftal opgericht.
Het team speelde in de eerste helft van 1992 vijf oefenwedstrijden tegen Nederland (twee keer), Italië, Schotland en Frankrijk. De wedstrijd tegen Schotland maakte deel uit van het Grand Hotel Varna Tournament in Bulgarije en de wedstrijd tegen Frankrijk maakte deel uit van de Lyon'ne Cup. Op dit laatste toernooi werden nog een aantal onofficiële wedstrijden tegen juniorelftallen en clubteams gespeeld. Enkele weken na dit toernooi werd het elftal ontbonden en richtten alle voetbalbonden hun eigen nationale vrouwenteams op. Het Russische elftal werd aangewezen als de officiële opvolger van de elftallen van de Sovjet-Unie en het Gemenebest.